# Rio Magdalena
O Magdalena é o principal rio da Colômbia. Tem aproximadamente 1 543 km de extensão.

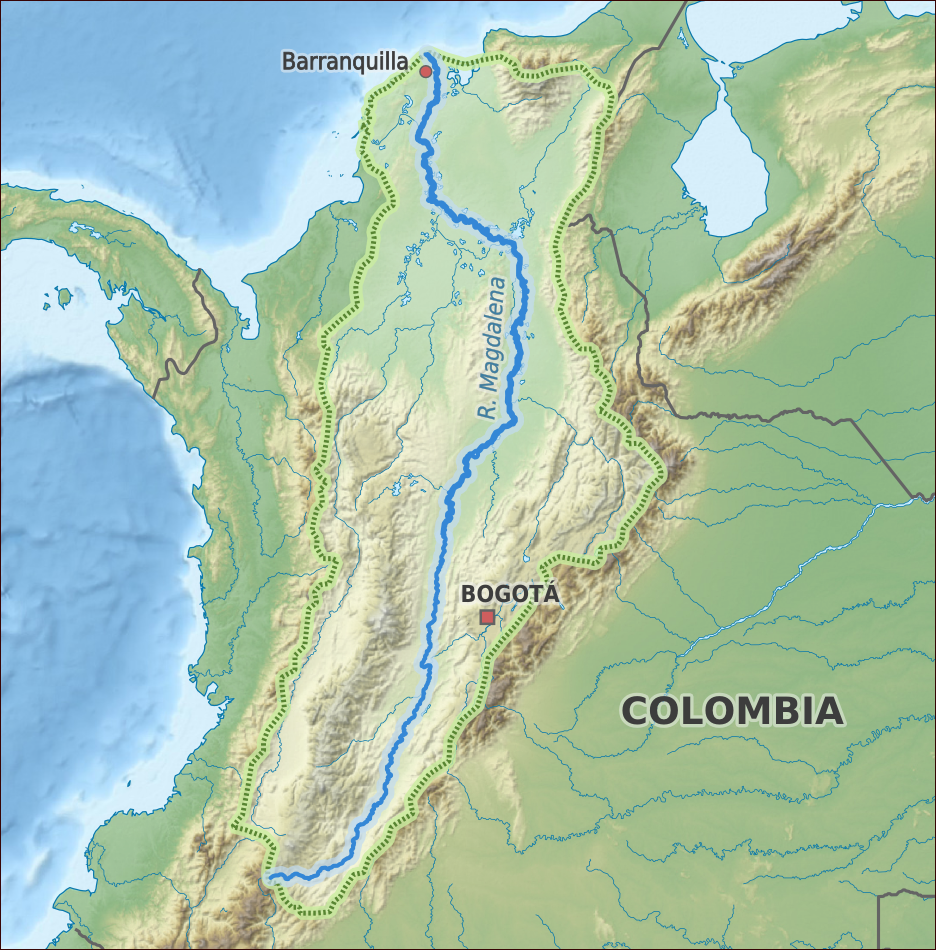
Curso do Rio Magdalena

Nasce no departamento do Huila, no sudoeste da Colômbia, e em seu percurso atravessa o país do sul ao norte. Atravessa 11 departamentos: Magdalena, Atlántico, Bolívar, Cesar, Antioquia, Santander, Boyacá, Cundinamarca, Caldas, Tolima e Huila, onde vive 80% da população colombiana e se produz 85% do PIB. Estende-se até chegar às Bocas de Ceniza e desaguar no Mar do Caribe, a 7,5 km de Barranquilla. 
É navegável 990 km desde Honda (Tolima) até sua foz. Seu principal afluente é o rio Cauca. Sua bacia ocupa 24% do território continental do país.

## História

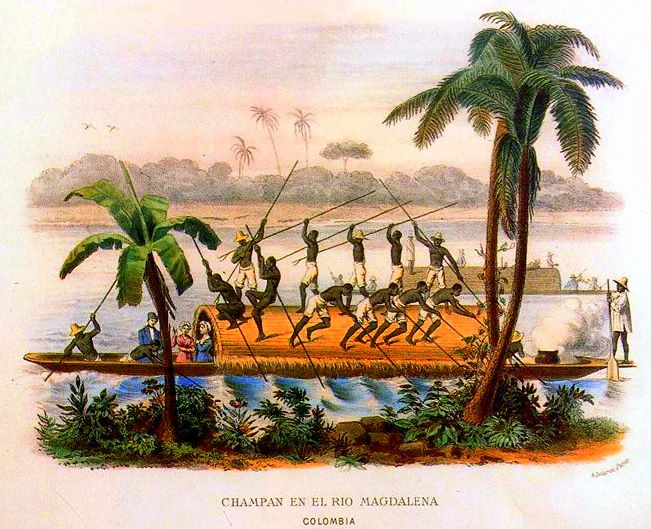
Champán no Magdalena, c.  1860, de Ramón Torres Méndez

Devido à sua posição geográfica no norte da América do Sul, o rio Magdalena foi desde os tempos pré-colombianos uma rota para o interior da atual Colômbia e Equador. Vários povos de língua caribe como os Panche e os Yariguí ascenderam pela margem ocidental do rio, enquanto sua porção oriental foi habitada pela civilização Muisca, que chamou o rio Yuma.
Da mesma forma, os conquistadores espanhóis que chegaram à Colômbia de hoje no início do século 16 usaram o rio para avançar para o interior selvagem e montanhoso depois que Rodrigo de Bastidas descobriu e nomeou o rio em 1º de abril de 1501. Durante a colonização espanhola das Américas, o O rio era a única ligação de transporte que comunicava Bogotá com o porto caribenho de Cartagena das Índias e, portanto, com a Europa.
A Campanha Magdalena de Pierre Labatut e Simón Bolívar ocorreu ao longo do rio Magdalena.
Em 1825, o Congresso da Colômbia concedeu uma concessão para estabelecer a navegação a vapor no rio Magdalena a Juan Bernardo Elbers, mas sua empresa fechou logo depois. Em 1845, os barcos a vapor viajavam regularmente no rio até 1961, quando os últimos vapores pararam de operar.